# Ulkediep
Het Ulkediep was een stroomgeul die ten westen van het eiland Wieringen liep. De geul werd samen met het Amsteldiep afgesloten door de aanleg van de Amsteldiepdijk, een project dat in 1924 werd voltooid. Door de afsluiting van Amsteldiep en Ulkediep verzandden de wiervelden van de waarden ten zuiden van Wieringen. Deze verzanding zorgde ervoor dat de kwaliteit van het wier sterk achteruitging. Ook de wiervelden langs de Zuidwal, die ten noordwesten van Wieringen waren gelegen, gingen in kwaliteit wat achteruit.
De Ulkeweg in de Wieringermeer herinnert nog aan het verdwenen Ulkediep.